# Зринско-франкопанска завера
Зринско-франкопанска завера је био покрет хрватског и мађарског племства против апсолутистичке политике Хабзбурговаца између 1664. и 1671. године. Неуспех завере означио је крај породица Зрински и Франкопан.

## Историја
Царска војска разбила је Турке код Светог Готхарда 1664. године, али Леополд није искористио ту победу, већ је са Турцима склопио неповољни мир у Вашвару. Хрватска и Угарска нису признале тај договор који је доносио и одредбу да Турци могу задржати све што су до почетка рата освојили. Истовремено су све више јачале централистичке тежње Хабзбурговаца на штету хрватског и мађарског племства. Побуну која је избила исте године предводи бан Никола VII Зрински у Хрватској, а палатин Ференц Веселењи у Угарској. Завереници траже помоћ од Француске, Пољске, па чак и Турске. Међутим, упркос обећањима, аустријски непријатељи им нису помогли. Није дошло до склапања договора са Лујем XIV. Никола Зрински погинуо је у лову 1664. године. Његово место преузима његов млађи брат Петар. Зрински шаљу Фрању Буковичког на преговоре са Французима и Венецијом 1664. године. Они су завршени неуспехом. Петар је, са својим шураком Фран Крстом Франкопаном, наставио борбу коју је отпочео његов брат Никола. Повезао се са главним мађарским вођама. Међутим, савез се распада до 1667. године због различитих идеја и начина вођења завере. Преговори са Француском нису успели, те је Буковички наговорио Зринског да се преговара са Османским царством. Преговори су вођени у Солуну и на Кандији са самим султаном Мехмедом IV (1669). Бечки двор је спроводио централизам, не марећи за права хрватског народа и обавезе преузете Pactom Conventom из 1102. године. Долази до издаје унутар редова завереника. Устанак није успео. Леополд је довео 1670. године хрватске великаше у Беч под изговором помирења, али је тамо наредио да се затворе. Зрински и Франкопан осуђени су на смрт због увреде краља и издаје земље. Одсечене су им десна рука и глава. Јосип Војновић неуспешно је покушао подићи устанак у Лици како би се осветио за смрт Зринског и Франкопана.

## Узроци
Покрет племства настао је као последица специфичних околности у Хрватско-Угарском Краљевству, које се нашло на удару османских освајача, и прилика у Хабсбуршкој Монархији након Тридесетогодишњег рата (1618–48) и потписивања Вестфалског мира (1648). Тада су Хабсбурговци своје напоре усмерили на јачање династичке власти у својим наследним земљама и у Хрватско-Угарском Краљевству, а у томе су им сметали сви утицајни великаши, највише они који су, као Зрински, имали богате поседе и располагали сопственом војском. Јачање апсолутизма бечког двора изазвало је појаву незадовољства и првих противхабзбуршких планова међу хрватским и угарским племством већ средином 17. века. Чини се да су око 1663. постојали планови да се свргну Хабсбурговци с хрватско-угарског престола те да се за краља изабере Никола VII Зрински, што је он одбио. Потписивање Вашварског мира 1664. показало је да краљ Леополд I Хабзбуршки у том тренутку није желео ослобађање хрватских и угарских земаља од османске власти. То је довело до незадовољства хрватског и угарског племства и до јачања делатности противхабсбуршке странке предвођене Николом VII Зринским, који је осим угарских племића за своје планове придобио брата Петра IV. Но поред тога постојали су и други разлози који су утицали на сукоб хрватских великаша и Хабзбурговаца. Наиме, поседи Зринских били су сметња развоју трговине аустријских земаља јер су многи трговци кршили прописе бечке Дворске коморе те извозили робу преко лука у поседу Зринских; заобилазећи хабзбуршке луке Ријеку и Трст умањивали су приходе Хабзбурговцима.

## Завера
Зрински су били опасни за Хабзбурговце и због тога јер су, у случају устанка, на своју страну могли придобити војнике из Војне крајине. Завереницима су се придружили протестантски градови на северу Угарске, Ердељ и део нижег племства. Упркос томе, завереници су били свесни да немају снаге за рат против Хабсбурговаца, па су се обратили за помоћ француском краљу Лују XIV. Уз то је Петар IV Зрински своју супругу Ану Катарину упутио у Венецију ради преговора с француским послаником бискупом Петром де Бонзyјем. Год. 1664, након смрти Николе VII Зринског у лову, у Угарској су вођство преузели тамошњи великаши, а у Хрватској његов брат Петар, који је за противхабсбуршке планове придобио свог шурака Фран Крста Франкопана. Петар је наставио преговоре с француским послаником у Бечу Гремонвилом захтевајући притом новчану и војну помоћ за борбу против Османлија, а Лују XIV понудио је круну светог Стефана. Иако је Луј одбијао да се умеша и прихвати престо, француска дипломатија је тајно подстицала противхабсбуршке незадовољнике, јер је тиме вршила притисак на краља Леополда у време рата за шпанско наслеђе. Када је Луј XIV с Леополдом 1668. потписао тајни споразум о подели шпанског наслеђа, француски двор прекинуо је везе са завереницима. Током 1666. Петар Зрински склопио је тајни савез с угарским палатином Ференцом Веселењијем, а прикључио им се и дворски судија Ференц III Надажди. Год. 1667. у заверу се укључио штајерски племић Еразмо Татенбах, а 1669. зет Петра Зринског, угледни ердељски великаш Ференц I Ракоци. Док је међу протестантима у горњој Угарској постојала склоност савезу с Османлијама, Порта, која је била заокупљена ратом против Млетачке републике за острво Крит, није могла да помогне устаницима. Пошто је без успеха покушао да придобије новог пољског краља и Млетачку републику на своју страну, Петар Зрински послао је 1670. изасланство Порти које је, у замену за војну помоћ у устанку против Хабзбурговаца, предложило признање османске врховне власти над Хрватско-Угарским Краљевством. Упркос неуспеху изасланства Петар Зрински почео је у марту 1670. припремати устанак, који је требало да поведе Фран Крсто Франкопан. Надао се да ће уз помоћ православног епископа Гавре Мијакића на своју страну придобити војнике из Војне крајине, и да ће се у противхабзбуршки војни устанак укључити и Ференц I Ракоци.

## Слом
Али бечки двор био је обавештен о свим контактима завереника са страним силама, па је припремио противмере пре покретања отвореног устанка, а двору су информације достављали и неки завереници. Када су видели да побуна нема изгледа за успех, Петар Зрински и Фран Крсто Франкопан одлучили су да затраже опроштај од краља. Краљ им је писмено обећао сигурност у случају њиховог доласка у Беч и био је склон помирењу, али су његови министри сматрали да Зринског и Франкопана треба оштро казнити. За време пута Зринског и Франкопана у Беч, хабзбуршки су генерали заузели и опљачкали њихове поседе и истовремено угушили усамљена жаришта побуне. По доласку у Беч Зрински и Франкопан били су ухапшени и премештени у затвор у Бечком Новом Месту, где су након намештеног суђења погубљени 30. априла 1671, а њихова је имовина је конфискована. Истога су дана у Бечу и Пожуну погубљени Ференц Надажди и Фрањо Бонис као представник угарских протестаната. После је убијен и Татенбах.

## Последице
Сломом уроте била је сломљена моћ двеју најутицајнијих хрватских великашких породица - Зринских и Франкопана - и ослабљена способност хрватског племства да се бори за аутономна права земље. Осим тога, запленом њихових имања велики део банске Хрватске и Приморја дошао је под управу Дворске коморе, што је имало далекосежне последице на свеукупан развој хрватских земаља.